# Ерік Фіш
Ерік Фіш (англ. Erik Fish, 19 травня 1952) — канадський плавець.
Призер Олімпійських Ігор 1972 року.
Призер Ігор Співдружності 1970 року.
Призер літньої Універсіади 1973 року.